# NGC 7339
NGC 7339 ist eine Balken-Spiralgalaxie vom Hubble-Typ SBbc Sternbild Pegasus am Nordsternhimmel. Sie ist schätzungsweise 69 Millionen Lichtjahre von der Milchstraße entfernt und hat einen Durchmesser von etwa 65.000 Lj.
Im selben Himmelsareal befinden sich u. a. die Galaxien NGC 7332, IC 5242, IC 5243.
Das Objekt wurde am 19. September 1784 von William Herschel entdeckt.